# Cầu thủ ghi bàn xuất sắc nhất giải vô địch bóng đá Bỉ
Đây là danh sách các cầu thủ ghi nhiều bàn thắng nhất giải vô địch bóng đá Bỉ theo các mùa bóng.
| Mùa giải | Cầu thủ                         | Quốc tịch    | Câu lạc bộ                | Sô bàn thằng |
| -------- | ------------------------------- | ------------ | ------------------------- | ------------ |
| 1945-46  | Bert De Cleyn                   | Bỉ           | Mechelen                  | 40           |
| 1946-47  | Jef Mermans                     | Bỉ           | Anderlecht                | 38           |
| 1947-48  | Jef Mermans                     | Bỉ           | Anderlecht                | 23           |
| 1948-49  | René Thirifays                  | Bỉ           | Charleroi                 | 26           |
| 1949-50  | Jef Mermans                     | Bỉ           | Anderlecht                | 37           |
| 1950-51  | Albert Dehert                   | Bỉ           | Berchem Sport             | 27           |
| 1951-52  | Jozef Mannaerts                 | Bỉ           | RC Mechelen               | 23           |
| 1952-53  | Rik Coppens                     | Bỉ           | Beerschot                 | 35           |
| 1953-54  | Hippolyte Van Den Bosch         | Bỉ           | Anderlecht                | 29           |
| 1954-55  | Rik Coppens                     | Bỉ           | Beerschot                 | 35           |
| 1955-56  | Jean Mathonet                   | Bỉ           | Standard                  | 26           |
| 1956-57  | Maurice Willems                 | Bỉ           | Gent                      | 35           |
| 1957-58  | Jef Van Gool Jef Vliers         | Bỉ · Bỉ      | Antwerp Beerschot         | 25           |
| 1958-59  | Victor Wegria                   | Bỉ           | Liégeois                  | 26           |
| 1959-60  | Victor Wegria                   | Bỉ           | Liégeois                  | 21           |
| 1960-61  | Victor Wegria                   | Bỉ           | Liégeois                  | 23           |
| 1961-62  | Jacky Stockman                  | Bỉ           | Anderlecht                | 29           |
| 1962-63  | Victor Wegria                   | Bỉ           | Liégeois                  | 24           |
| 1963-64  | Paul Van Himst                  | Bỉ           | Anderlecht                | 26           |
| 1964-65  | Jean-Paul Colonval              | Bỉ           | Tilleur                   | 25           |
| 1965-66  | Paul Van Himst                  | Bỉ           | Anderlecht                | 25           |
| 1966-67  | Jan Mulder                      | Hà Lan       | Anderlecht                | 20           |
| 1967-68  | Paul Van Himst Roger Claessen   | Bỉ · Bỉ      | Anderlecht Standard Liège | 20           |
| 1968-69  | Antal Nagy                      | Hungary      | Standard Liège            | 20           |
| 1969-70  | Lothar Emmerich                 | Đức          | Beerschot                 | 29           |
| 1970-71  | Erwin Kostedde                  | Đức          | Standard Liège            | 26           |
| 1971-72  | Raoul Lambert                   | Bỉ           | Club Brugge               | 17           |
| 1972-73  | Robbie Rensenbrink Alfred Riedl | Hà Lan · Áo  | Anderlecht Sint-Truiden   | 16           |
| 1973-74  | Attila Ladynski                 | Hungary      | Anderlecht                | 22           |
| 1974-75  | Alfred Riedl                    | Áo           | Antwerp                   | 28           |
| 1975-76  | Hans Posthumus                  | Hà Lan       | Lierse                    | 26           |
| 1976-77  | François Van Der Elst           | Bỉ           | Anderlecht                | 21           |
| 1977-78  | Harald Nickel                   | Đức          | Standard Liège            | 22           |
| 1978-79  | Erwin Albert                    | Đức          | Beveren                   | 28           |
| 1979-80  | Erwin Vandenbergh               | Bỉ           | Lierse                    | 39           |
| 1980-81  | Erwin Vandenbergh               | Bỉ           | Lierse                    | 24           |
| 1981-82  | Erwin Vandenbergh               | Bỉ           | Lierse                    | 25           |
| 1982-83  | Erwin Vandenbergh               | Bỉ           | Anderlecht                | 20           |
| 1983-84  | Nico Claesen                    | Bỉ           | Seraing                   | 27           |
| 1984-85  | Ronny Martens                   | Bỉ           | Gent                      | 23           |
| 1985-86  | Erwin Vandenbergh               | Bỉ           | Anderlecht                | 27           |
| 1986-87  | Arnor Gudjohnsen                | Iceland      | Anderlecht                | 19           |
| 1987-88  | Francis Severeyns               | Bỉ           | Antwerp                   | 24           |
| 1988-89  | Edi Krncevic                    | Australia    | Anderlecht                | 23           |
| 1989-90  | Frank Farina                    | Australia    | Club Brugge               | 24           |
| 1990-91  | Erwin Vandenbergh               | Bỉ           | Gent                      | 23           |
| 1991-92  | Josip Weber                     | Croatia      | Cercle Brugge             | 26           |
| 1992-93  | Josip Weber                     | Croatia      | Cercle Brugge             | 31           |
| 1993-94  | Josip Weber                     | °            | Cercle Brugge             | 31           |
| 1994-95  | Aurelio Vidmar                  | Úc           | Standard Liège            | 22           |
| 1995-96  | Mario Stanić                    | Croatia      | Club Brugge               | 20           |
| 1996-97  | Robert Špehar                   | Croatia      | Club Brugge               | 26           |
| 1997-98  | Branko Strupar                  | Croatia      | Genk                      | 22           |
| 1998-99  | Jan Koller                      | Cộng hoà Séc | Lokeren                   | 24           |
| 1999-00  | Ole Martin Årst Toni Brogno     | Norway · Bỉ  | Gent Westerlo             | 30           |
| 2000-01  | Tomasz Radzinski                | Canada       | Anderlecht                | 23           |
| 2001-02  | Wesley Sonck                    | Bỉ           | Genk                      | 30           |
| 2002-03  | Cédric Roussel Wesley Sonck     | Bỉ · Bỉ      | Mons Genk                 | 22           |
| 2003-04  | Luigi Pieroni                   | Bỉ           | Mouscron                  | 28           |
| 2004-05  | Nenad Jestrović                 | Yugoslavia   | Anderlecht                | 18           |
| 2005-06  | Tosin Dosunmu                   | Nigeria      | Germinal Beerschot        | 18           |
| 2006-07  | François Sterchele              | Bỉ           | Germinal Beerschot        | 21           |

° Josip Weber đổi quốc tịch 1993-94